# Gedenkteken revolutie (Totness)

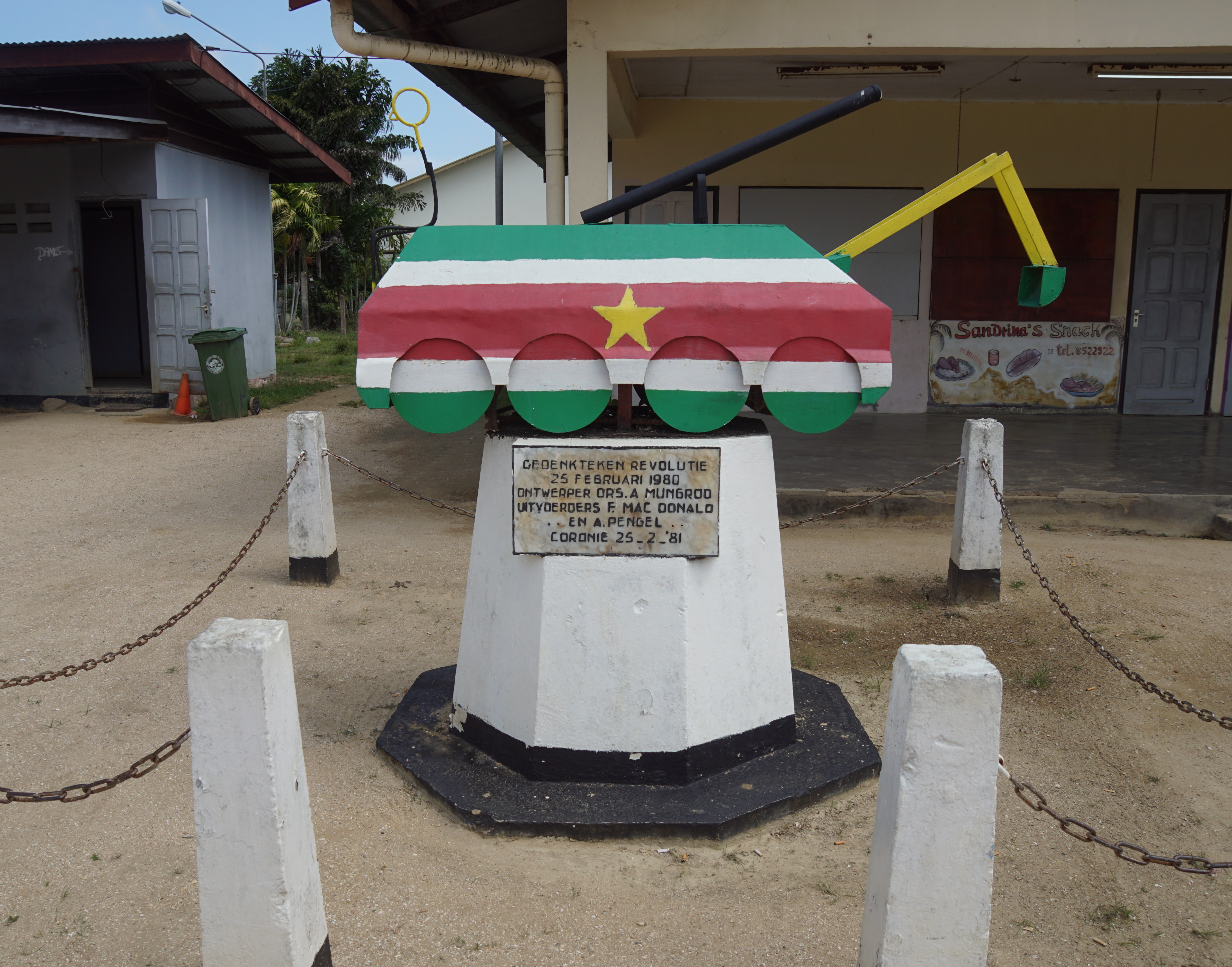
Gedenkteken revolutie in Totness (2022).

Het Gedenkteken revolutie staat in het centrum van Totness, Suriname.
Ter herdenking aan de Sergeantencoup op 25 februari 1980 werd een jaar later dit revolutiemonument in Totness onthuld.
Op een stenen sokkel staat een soortement stenen tank, geschilderd in de kleuren van de Surinaamse vlag, voorzien van geschut maar in plaats van een loop is er een graaf-mechanisme aanwezig. Het geschut bij de koepel is zwart. Het graafmechaniek heeft gele armen en een groene graafbak. De rest van de 'tank' is van boven naar beneden voorzien van stroken in de kleuren groen-wit-rood-wit-groen. Dit geheel is afgezet met stenen paaltjes waartussen kettingen hangen.
Andere monumenten die door het militaire regime werden geplaatst, zijn het Monument van de Revolutie in Paramaribo, De Historische Strijd in Nieuw-Amsterdam en het Bevrijdingsmonument in Groningen.
Op de plaquette op de sokkel staat de tekst:
Gedenkteken revolutie
25 februari 1980
Ontwerper Drs. A. Mungroo
Uitvoerders F. Mac Donald
.. en A. Pengel ..
Coronie 25-2-'81